# الکساندر پاتو
الکساندر رودریگس دا سیلوا (پرتغالی: Alexandre Rodrigues da Silva؛ زادهٔ ۲ سپتامبر ۱۹۸۹) که عموماً با نام الکساندر پاتو شناخته می‌شود، بازیکن فوتبال اهل برزیل است.
وی که طی سال‌های ۲۰۰۱ تا ۲۰۰۷ برای اینترناسیونال بازی کرد در اوت ۲۰۰۷ قراردادی را با تیم میلان امضا کرد. پاتو در ژانویه ۲۰۱۳ طی یک قرارداد چهار ساله به ارزش پانزده میلیون یورو به کورینتیانس برزیل پیوست. او در نیم فصل ۱۶–۲۰۱۵ به‌طور قرضی به چلسی پیوست. او در فصل ۲۰۱۷–۲۰۱۶ با قرار دادی چهار ساله به صورت رسمی به ویارئال پیوست. وی در فصل نقل و انتقالات زمستانی سال ۲۰۱۷ به تیانجین چوانجیان در کشور چین پیوست. 

## زندگی‌نامه
او فوتبال را از ۳ سالگی در شهر محل تولدش آغاز کرد. به زودی تواناییش در تمام ایالت جنوب برزیل پارانا شناخته شد بعد از تشویق شدن به وسیله بسیاری از مربیانش او در نوجوانی به پورتو الگره رفت تا برای بازی در گرمیو (تیم محبوب دوران کودکیش) اقدام کند اما به هر حال خانواده‌اش تصمیم گرفتند که او برای اینترناسیونال بازی کند. در سال ۲۰۰۱ در ۱۱ سالگی به همراه ۸۳ نوجوان دیگر که همانند او می‌خواستند در تیم اول اینترناسینال نامی برای خود دست و پا کنند، به آنجا منتقل شد.

## زندگی حرفه‌ای
بعد از قراردادی که درآمد سالانه وی را از ۳۰۰۰ به ۲۵۰۰۰ دلار می‌رساند و مدت حضورش را تا ۲۰۰۹ افزایش می‌داد و مبلغ آزادی او (مبلغی که به ازای حق رضایت نامه داده می‌شود) به ۲۳ میلیون دلار رسید پاتو بالاخره برای شروع کردن بازی در لیگ برزیل آماده شناخته شد.
در اولین بازی او در تیم اصلی در ۱۷ سالگی او تیمش را در برد ۴–۱ برابر پالمیراس کمک کرد (در ۲۶ نوامبر ۲۰۰۶). او سه پاس گل و یک گل در آن بازی داشت. عملکرد او نظرها را به سمتش جلب کرد و پیشبینی‌ها و مقایسه‌ها را با دیگر سوپراستار برزیلی رونالدینیو به وجود آورد.
پاتو اولین گل اینترناسیونال در جام باشگاه‌های جهان را در ۱۳ دسامبر در نیمه نهایی برابر الاهلی قاهره به ثمر رساند که تیمش را در کسب پیروزی ۲–۱ یاری کرد و به فینال مسابقات رساند. او در نیمه دوم به خاطر مصدومیت پای راست تعویض شد و جانشین او گل دوم و پیروزی بخش تیمش را به ثمر رساند.

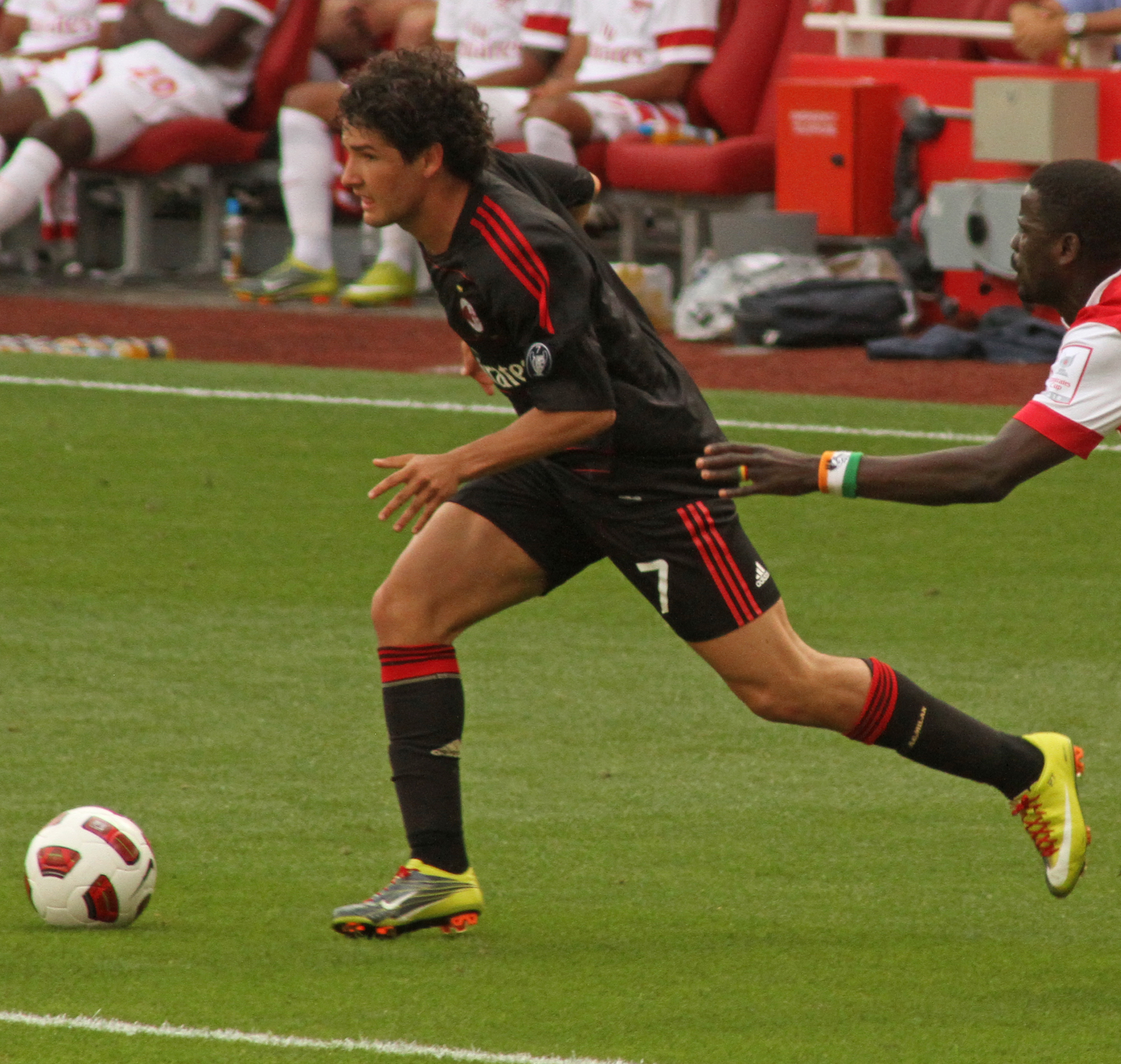

قبل از بازی تیمش برابر بارسلونا در بازی نهایی ستاره برزیلی بارسلونا رونالدینیو او را بازیکنی قابل توجه در فوتبال برزیل معرفی کرد. او در آن بازی درخشان نبود و قبل از اینکه تیمش توسط آدریانو گابیرو گل برتری را به ثمر برساند و سبب قهرمانی بشود تعویض شد.
او تیم برزیل را در قهرمانی آمریکای جنوبی ۲۰۰۷ در پاراگوئه یاری کرد؛ که سبب صعود برزیل به مسابقات جهانی زیر ۲۰ سال در کانادا و المپیک ۲۰۰۸ پکن شد. او بهترین گلزن برزیل در این تورنمنت با ۵ گل زده بود.
پاتو با باشگاه‌های بزرگ زیادی از جمله میلان، بنفیکا، یووه، اینتر، لیورپول، چلسی و آرسنال در ارتباط بود.
میلان رسماً جذب پاتو را در ۲ اوت ۲۰۰۷ اعلام کرد. مبلغ قرارداد او کمترین میزان ذکر شده در قرارداد او با اینترناسیونال بود ۲۰ میلیون دلار(۱۴٫۷ میلیو یورو).
او در سال ۲۰۰۸ به تیم ملی بزرگسالان برزیل دعوت شد و تا به حال برای کشورش ۱۰ گل به ثمر رسانده‌است. او یکی از چهار گل زده‌اش را به تیم ملی فوتبال ایران زده‌است.
همچنین او در مجله وردساکر در سال ۲۰۰۷ بهترین بازیکن زیر ۲۰ سال جهان انتخاب شد.

## افتخارات
برنده:
- Campeonato Brasileiro Sub-۲۰: ۲۰۰۶
- ۲۰۰۶ - جام باشگاه‌های جهان
Recopa Sudamericana: ۲۰۰۷
تیم ملی فوتبال برزیل

برنده:
- ۲۰۰۷ South American U-۲۰ Championship